# Prolatilus jugularis
Prolatilus jugularis és una espècie de peix de la família dels pingüipèdids i l'única del gènere Prolatilus.

## Etimologia
Prolatilus prové del mot grec pro (davant de) i del mot llatí latus (ample).

## Descripció
El cos (fusiforme i cobert d'escates ctenoides) fa 40 cm de llargària màxima, 199 g de pes i és de color marró amb set bandes transversals de color negre brillant als flancs; el dors, el cap i l'aleta caudal de color negre brillant; i el ventre, els llavis i l'extrem posterior de les aletes pelvianes de color blanc argentat. Cap truncat formant gairebé un angle recte. 4 espines i 27-29 radis tous a l'aleta dorsal i 2 espines i 19-22 radis tous a l'anal. Aleta caudal subtruncada. Aleta anal blanca argentada amb algunes taques negres. Aleta dorsal més fosca que l'anal. Aletes dorsal i anal allargades. Aletes pectorals amples i d'inserció lateral. Aletes pelvianes allargades i d'inserció toràcica. Absència de dents al vòmer i als ossos palatins. Línia lateral més o menys recta i ben marcada.

## Alimentació
Menja crustacis, poliquets i peixets i el seu nivell tròfic és de 3,7.

## Depredadors
A Xile és depredat per Pinguipes chilensis.

## Hàbitat i distribució geogràfica
És un peix marí, d'aigua dolça i salabrosa; demersal i de clima subtropical (11°S-44°S, 82°W-70°W), el qual viu al Pacífic sud-oriental: els fons sorrencs i rocallosos des d'Huacho (el Perú) fins a la província de Chiloé (Xile).

## Observacions
És inofensiu per als humans.